# BWF Future Series 2016
Die BWF Future Series 2016 war die zehnte Auflage der BWF Future Series im Badminton.

## Turniere und Sieger
| Veranstaltung             | Herreneinzel      | Dameneinzel            | Herrendoppel                                       | Damendoppel                                              | Mixed                                        |
| ------------------------- | ----------------- | ---------------------- | -------------------------------------------------- | -------------------------------------------------------- | -------------------------------------------- |
| Rose Hill International   | Aatish Lubah      | Shamim Bangi           | Andries Malan Willem Viljoen                       | Gloria Najjuka Daisy Nakalyango                          | Sahir Edoo Yeldi Louison                     |
| Hamilton International    | Nguyễn Tiến Minh  | Vũ Thị Trang           | Liu Wei-chen Yang Po-han                           | Tiffany Ho Jennifer Tam                                  | Kevin Dennerly-Minturn Susannah Leydon-Davis |
| Ivory Coast International | Edwin Ekiring     | Lekha Shehani          | Chandresh Kolleri Balakrishnan Alex Patrick Zolobe | Nogona Celine Bakayoko Johanne Succar Saint-Blancat      | Gideon Babalola Uchechukwu Deborah Ukeh      |
| Croatian International    | Marius Myhre      | Elena Komendrovskaja   | Zvonimir Đurkinjak Filip Špoljarec                 | Ksenia Evgenova Elena Komendrovskaja                     | Zvonimir Đurkinjak Matea Čiča                |
| Latvia International      | Toma Junior Popov | Elena Komendrovskaja   | Andrei Ivanov Anton Nazarenko                      | Ksenia Evgenova Maria Shegurova                          | Thom Gicquel Léonice Huet                    |
| Lithuanian International  | Kasper Lehikoinen | Elena Komendrovskaja   | Łukasz Moreń Wojciech Szkudlarczyk                 | Ekaterina Bolotova Anastasiia Semenova                   | Denis Grachev Ekaterina Bolotova             |
| Greece International      | Ivan Rusev        | Mariya Mitsova         | Daniel Nikolov Ivan Rusev                          | Mariya Mitsova Petya Nedelcheva                          | Lilian Mihaylov Petya Nedelcheva             |
| Venezuela International   | nicht ausgetragen | nicht ausgetragen      | nicht ausgetragen                                  | nicht ausgetragen                                        | nicht ausgetragen                            |
| Carebaco International    | Nelson Javier     | Aimee Moran            | Dylan Darmohoetomo Gilmar Jones                    | Nairoby Abigail Jiménez Bermary Altagracia Polanco Muñoz | Dakeil Thorpe Tamisha Williams               |
| Slovak International      | Matthew Carder    | Natalya Voytsekh       | Łukasz Moreń Wojciech Szkudlarczyk                 | Mariya Mitsova Petya Nedelcheva                          | Jakub Bitman Alžběta Bášová                  |
| Bulgarian International   | Panuga Riou       | Daniel Nikolov         | Daniel Nikolov Ivan Rusev                          | Büşra Yalçınkaya Fatma Nur Yavuz                         | Melih Turgut Fatma Nur Yavuz                 |
| Argentina International   | Dino Delmastro    | Bárbara María Berruezo | Javier de Paepe Martín Trejo                       | nicht ausgetragen                                        | Mateo Delmastro Micaela Suárez               |
| Israel International      | Lukáš Zevl        | Ana Marija Šetina      | Yonathan Levit Ariel Shainski                      | Irina Shorokhova Kristina Virvich                        | Ariel Shainski Krestina Silich               |